# キェルチャのヴィンツェンティ
キェルチャのヴィンツェンティ (ポーランド語:Wincenty z Kielczy、1200年頃 – 1262年以降) は、ポーランド・クラクフの律修司祭、ラテン語詩人、ドミニコ会士。

## 経歴
オポーレ県のキェルチャ村出身とされている。彼の主な業績としては、もっとも有名な中世ポーランドの讃美歌「歓喜せよ、母なるポーランド」を作曲したことや、シュチェパヌフのスタニスラウスの列聖のための伝記を著したことなどが挙げられる。